# Nisaba

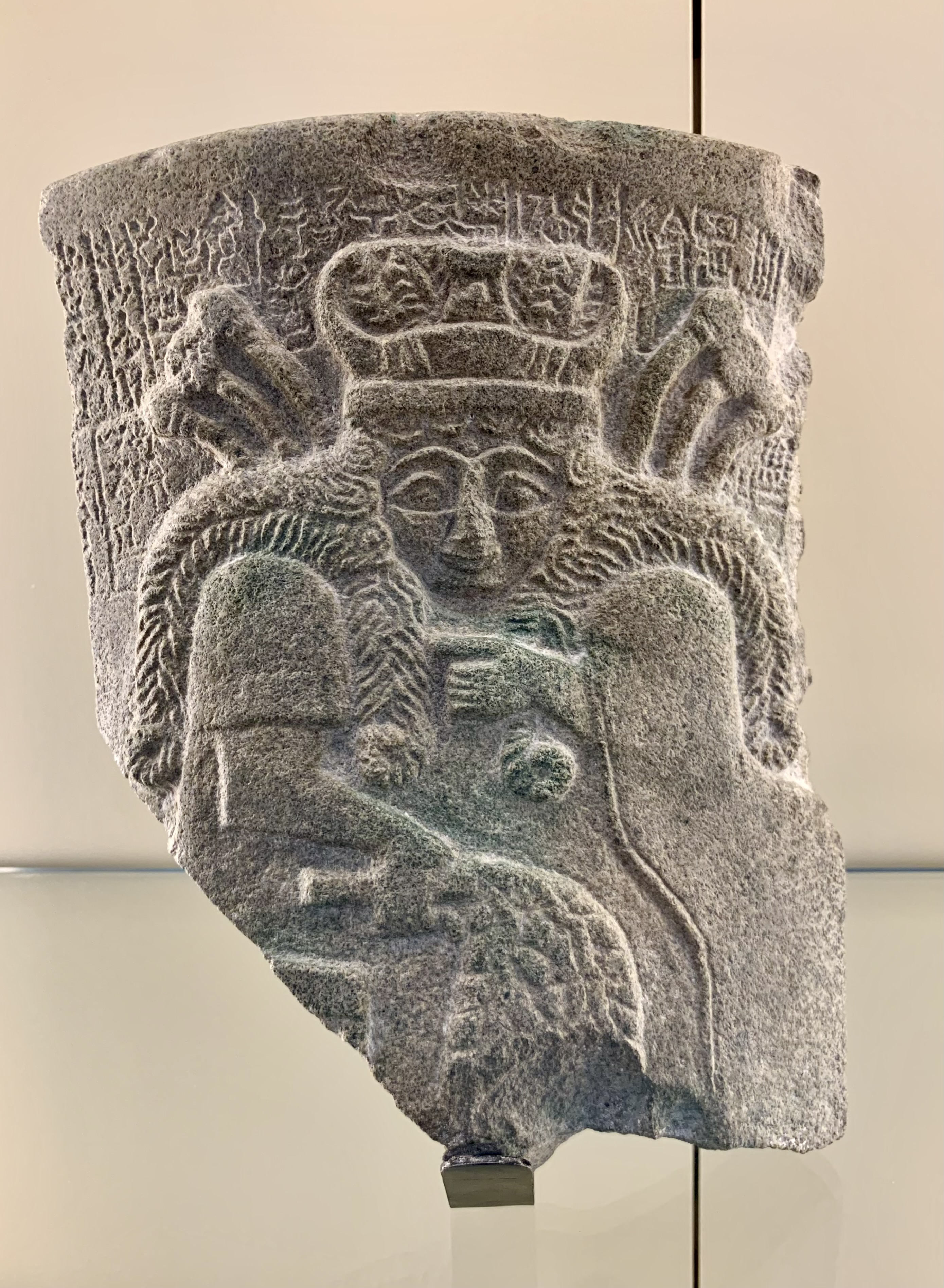
Nisaba auf einem Gefäßbruchstück mit Inschrift des En-metena, Herrscher von Lagaš (um 2430 v. Chr.), Vorderasiatisches Museum Berlin

Nisaba ist eine sumerische, akkadische, babylonische und assyrische Göttin.
Nisaba war Tochter Anus oder Enlils (in Lagaš). In neusumerischer und altbabylonischer Zeit (Ende des 3. Jahrtausends/erste Hälfte des 2. Jahrtausend v. Chr.) wurde sie als Frau des Ḫaja angesehen, im 1. Jahrtausend v. Chr. wurde ihr Nabu als Gatte zugeordnet. Sie war Schwester von Nanše und Ningirsu. Ursprünglich war Nisaba eine sumerische Getreidegöttin. Im Laufe der Zeit bekam sie weitere Funktionen zugeschrieben. So wurde sie eine Göttin der Schreibkunst, damit automatisch eine Göttin der Wissenschaften, einschließlich der Architektur. Ihre Hauptheiligtümer lagen in Umma sowie in Ereš. In Aššur wurde Nisaba zusammen mit Šala und Ḫabiru im Adad-Tempel verehrt.